# Nederlands landskampioenschap 1888-1889
Fu il primo campionato di calcio olandese, non aveva un carattere ufficiale in quanto le squadre partecipanti non giocarono lo stesso numero di partite.

## Classifica finale
|   | Club              | G | V | N | P | GF | GS | Punti | DR  |
| - | ----------------- | - | - | - | - | -- | -- | ----- | --- |
| 1 | Concordia         | 7 | 5 | 1 | 1 | 12 | 2  | 11    | +10 |
| 2 | Koninklijke HFC   | 7 | 2 | 3 | 2 | 6  | 4  | 7     | +2  |
| 3 | HVV               | 6 | 2 | 2 | 2 | 2  | 2  | 6     | 0   |
| 4 | VVA               | 6 | 1 | 4 | 1 | 3  | 3  | 6     | 0   |
| 5 | RAP               | 5 | 0 | 4 | 1 | 2  | 3  | 4     | -1  |
| 6 | Olympia Rotterdam | 2 | 0 | 0 | 2 | 1  | 8  | 0     | -7  |
| 7 | Excelsior Haarlem | 1 | 0 | 0 | 1 | 0  | 4  | 0     | -4  |

G = Partite giocate; V = Vittorie; N = Nulle/Pareggi; P = Perse; GF = Goal fatti; GS = Goal subiti; DR = Differenza reti, PT = Punti